# Bailey Ridge
Bailey Ridge är en bergstopp i Antarktis. Den ligger i Västantarktis. Inget land gör anspråk på området. Toppen på Bailey Ridge är 735 meter över havet.
Terrängen runt Bailey Ridge är platt åt sydost, men åt nordväst är den kuperad. Trakten är obefolkad. Det finns inga samhällen i närheten. 